# Podomyrma maligna
Podomyrma maligna är en myrart som först beskrevs av Smith 1865.  Podomyrma maligna ingår i släktet Podomyrma och familjen myror. Inga underarter finns listade i Catalogue of Life.